# 現代三湖重工業
現代三湖重工業株式會社（韓語：현대삼호중공업 주식회사）簡稱現代三湖重工，是一間韓國造船公司。

## 外部連結
- 現代三湖重工業株式會社 （页面存档备份，存于）